# 爱媛帝京短期大学
爱媛帝京短期大学（日语：／ Ehime Teikyō Tanki Daigaku *）是过去一所位于日本爱媛县大洲市的私立短期大学。

## 概要

### 简介
- 短期大学为于1966年开办、由学校法人冲永学园经营、招生到于1970年、停办于1972年[1]。招収只女学生从开办[2]。

### 历史
- 1966年 爱媛帝京短期大学成立并同时设置一个学科即家政科、分离为两个专攻、以下列举。
  - 家政专攻
  - 食物营养专攻
- 1970年 最后一年招生、次年停止招生（正式停办于1972年3月31日[1]）。

## 学校环境
- 校区：在了爱媛县大洲市[注 1]

## 历任校长
- 尾中胜也：短期大学历任校长

## 著名人和有关人员
- 增渊久子：前短期大学教员[3]

## 组织

### 学科
- 家政科
  - 家政专攻
  - 食物营养专攻

### 专科
| - 没有 |

### 业余课程
| - 没有 |

## 相关链接
- 日本短期大学列表
- 帝京短期大学
- 帝京大学短期大学
- 帝京大学福冈短期大学：已停办于2006年。
- 帝京平成护理短期大学